# 16 Żuławski Batalion Remontowy

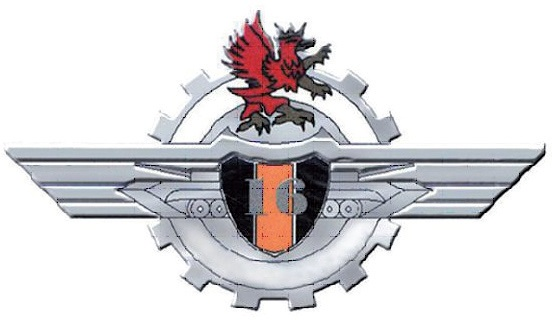
Odznaka pamiątkowa 16 brem.

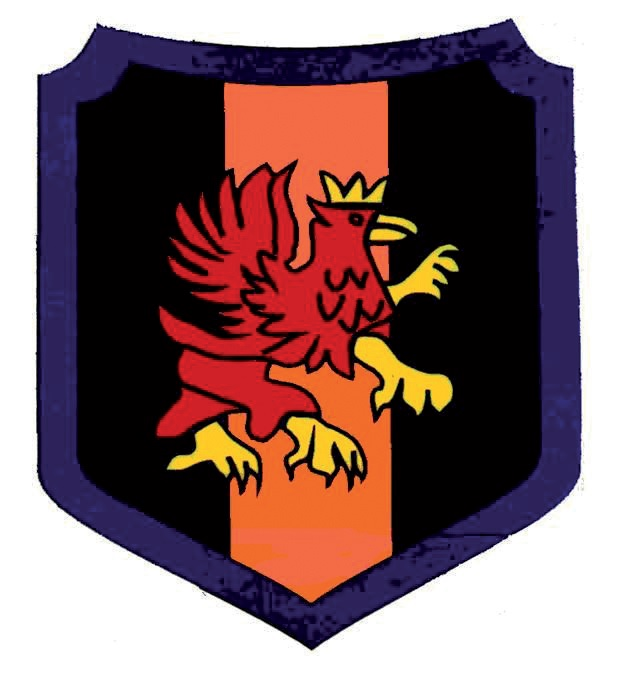
Oznaka rozpoznawcza 16 brem.

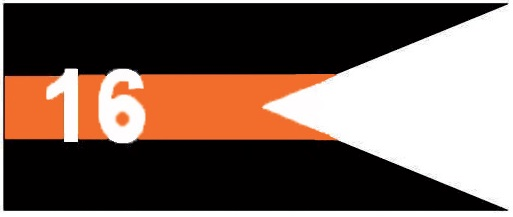
Proporczyk na beret 16 brem.

16 Żuławski Batalion Remontowy (16 brem) – pododdział logistyczny Sił Zbrojnych RP (JW 3751).
Batalion stacjonuje w garnizonie Elbląg. Jednostka przeznaczona jest do remontu uzbrojenia i sprzętu technicznego w warunkach polowych i garnizonowych (ze wskazaniem na remont podwozi i nadwozi sprzętu czołgowo-samochodowego). Batalion nosi nazwę wyróżniającą Żuławski.
28 czerwca 2011 roku w Elblągu dowódca 16 Pomorskiej Dywizji Zmechanizowanej, gen. bryg. Janusz Bronowicz przekazał, a komendant 2 Regionalnej Bazy Logistycznej, płk Marek Kalwasiński przyjął w podporządkowanie 16 brem.

## Struktura organizacyjna
- sztab
- pluton dowodzenia
- kompania remontu pojazdów gąsienicowych
- kompania remontu pojazdów kołowych
- kompania remontu uzbrojenia
- kompania remontowa
- pluton robót specjalnych
- kompania ewakuacji

## Dowódcy batalionu
- mjr inż. Henryk Wiosek
- mjr Bogumił Markiewicz
- mjr mgr inż. Bolesław Paulo
- mjr inż. Zbigniew Jacak
- ppłk mgr inż. Janusz Pankowski
- ppłk Stanisław Woźniak
- ppłk Krzysztof Klin
- ppłk Piotr Pankowski